# Michèle Gurdal
Michèle Gurdal (30 november 1952) is een tennisspeelster uit België.
Tussen 1972 en 1980 kwam ze ieder jaar voor België uit in de Fed Cup – zij behaalde daar een winst/verlies-balans van 24–25.
Op Wimbledon 1975 bereikte zij de vierde ronde. Op het Australian Open 1979 bereikte zij de kwartfinale (maar dat was de derde ronde).

## Resultaten grandslamtoernooien
| Legenda | Legenda                          |
| ------- | -------------------------------- |
| g.t.    | geen toernooi gehouden           |
| l.c.    | lagere categorie                 |
| –       | niet deelgenomen                 |
| G       | uitgeschakeld in de groepsfase   |
| 1R      | uitgeschakeld in de eerste ronde |
| 2R      | uitgeschakeld in de tweede ronde |
| 3R      | uitgeschakeld in de derde ronde  |
| 4R      | uitgeschakeld in de vierde ronde |
| KF      | uitgeschakeld in de kwartfinale  |
| HF      | uitgeschakeld in de halve finale |
| F       | de finale verloren               |
| W       | het toernooi gewonnen            |
| w-v     | winst/verlies-balans             |

### Enkelspel
| toernooi        | 1972 | 1973 | 1974 | 1975 | 1976 | 1977 | 1977 | 1978 | 1979 |    | 1981 |
| --------------- | ---- | ---- | ---- | ---- | ---- | ---- | ---- | ---- | ---- | -- | ---- |
| Australian Open | –    | 2R   | –    | 2R   | 2R   | –    | –    | 2R   | KF   | –  |      |
| Roland Garros   | 1R   | –    | 1R   | 1R   | 1R   | 1R   | 1R   | –    | –    | 1R |      |
| Wimbledon       | 1R   | 1R   | 2R   | 4R   | 2R   | 2R   | 2R   | 1R   | –    | –  |      |
| US Open         | –    | –    | –    | 1R   | 1R   | 1R   | 1R   | 1R   | –    | –  |      |

### Vrouwendubbelspel
| toernooi        | 1973 | 1974 | 1975 | 1976 | 1977 | 1977 | 1978 | 1979 |
| --------------- | ---- | ---- | ---- | ---- | ---- | ---- | ---- | ---- |
| Australian Open | 2R   | –    | 2R   | KF   | –    | –    | –    | 1R   |
| Roland Garros   | –    | 1R   | 1R   | KF   | 1R   | 1R   | –    | –    |
| Wimbledon       | 1R   | 2R   | 2R   | 1R   | 2R   | 2R   | –    | –    |
| US Open         | –    | –    | 1R   | 2R   | 1R   | 1R   | 2R   | –    |

### Gemengd dubbelspel
| toernooi        | 1972 |    | 1974 | 1975 | 1976 |
| --------------- | ---- | -- | ---- | ---- | ---- |
| Australian Open | –    | –  | –    | –    |      |
| Roland Garros   | –    | –  | –    | 1R   |      |
| Wimbledon       | 2R   | 2R | 1R   | 1R   |      |
| US Open         | –    | –  | –    | –    |      |